# José Pasqualetti
José Pasqualetti, né le 27 septembre 1956 à Bastia en Haute-Corse, est un footballeur puis entraîneur français.
Il entraîne notamment l'Olympique d'Alès (1990-1996) en Division 2, l'AC Ajaccio en Ligue 1 (2004-2006), Sedan en Ligue 1 puis en Ligue 2 (2006-2008) et le FC Istres aussi en Ligue 2 (2010-2014).

## Biographie

### Joueur
Il passe plus de 12 années à l'Olympique d'Alès en tant que joueur (capitaine) puis entraîneur. 

### Entraîneur
Il est très apprécié par les joueurs et les supporters de Sedan malgré une saison 2007-2008 mitigée (objectif de la montée en Ligue 1 non réussi, mais une demi-finale de Coupe de France). Il annonce qu'il quitte Sedan à la fin de la saison 2007-2008 pour rejoindre sa famille restée à Alès. 
Fin août 2008, il est nommé entraîneur de l'AC Ajaccio, succédant ainsi à Gernot Rohr. Le 23 février 2009, à la suite des mauvais résultats du club, il décide de prendre du recul et passe la main à son adjoint Olivier Pantaloni. 
Il fait son retour à l'Olympique d'Alès en octobre 2009 au poste de directeur général auprès du nouveau président Didier Bilange. En avril 2010, il quitte ses fonctions pour devenir le nouvel entraîneur du FC Istres en position de relégable en Ligue 2.
Sous sa houlette, le club istréen se sauve in extremis de la relégation, puis, lors de la saison suivante (2010-2011), accède à une honorable place de 11e. Pour la saison 2011-2012, l'équipe termine 10e, un résultat honorable en rapport à son budget de 6 millions d'euros, le plus faible du championnat de Ligue 2. Istres réalise une saison du même acabit l'année suivante (13e). En revanche, la saison 2013-2014 est plus compliquée et l'entraîneur est limogé fin mars 2014 tandis que l'équipe ne compte qu'un point d'avance sur le premier relégable. Une décision dure à comprendre pour l'entraîneur corse. Le FC Istres sera relégué en national à l'issue de la saison.
Il est nommé en juin 2014 entraîneur du Nîmes Olympique.
Le 21 novembre 2015, il annonce qu'il démissionne du Nîmes Olympique pour raisons personnelles. 

## Carrière de joueur
- 1968 - 1977 : SC Bastia (équipe première à partir de 1974)
- 1977 - 1979 : Olympique d'Alès
- 1979 - 1982 : Montpellier PSC
- 1982 - 1984 : Olympique lyonnais
- 1984 - 1986 : AS Béziers (football)
- 1986 - 1990 : Olympique d'Alès[4]

## Carrière d'entraîneur
- 1990 - 1996 : Olympique d'Alès : centre de formation en 1991-1992 puis équipe A de 1992 à sa démission, en septembre 1996.
- 1998 - 2004 : SC Bastia : entraîneur adjoint en 1998-1999 puis responsable du centre de formation et de l'équipe CFA en 1999-2002 et de nouveau entraîneur adjoint de 2002 à 2004.
- 2004 - 2006 : AC Ajaccio : entraîneur adjoint d'octobre 2004 à décembre 2005, puis entraîneur de l'équipe première en remplacement de Rolland Courbis.
- 2006 - 2008 : CS Sedan-Ardennes : entraîneur-adjoint, puis entraîneur de l'équipe première en remplacement de Serge Romano
- 2008 - Février 2009 : AC Ajaccio
- octobre 2009 - avril 2010 : Olympique d'Alès : directeur sportif
- avril 2010 - mars 2014 : FC Istres
- 2014-nov. 2015 : Nîmes Olympique